# Erika Mahringer
Erika Mahringer (Linz, 16 de noviembre de 1924 – Mayrhofen, 30 de octubre de 2018) conocida como Riki Mahringer, fue una esquiadora alpina austríaca, ganadora de dos medallas en los Juegos Olímpicos de Sankt Moritz 1948. 

## Juegos Olímpicos
Especialista en esquí alpino, en los Juegos Olímpicos de Sankt Moritz 1948 participó en las pruebas de descenso, donde finalizó en 19.º puesto; eslalon, donde consiguió la medalla de bronce y la combinada, donde también se colgó el bronce.
En los Juegos Olímpicos de Oslo de 1952, participó nuevamente en las mismas tres pruebas, finalizando en cuarta posición en el descenso, decimoséptima en eslalon y la 26.ª en combinada.

## Campeonatos del mundo
Las medallas conseguidas en los Juegos Olímpicos de 1948 son consideradas válidas para el Campeonato del Mundo de ese año. Asimismo, en el Mundial de Esquí Alpino de Aspen de 1950 consiguió dos platas en descenso y eslalon.